# Magnolia biondii
Magnolia biondii este o specie de plante din genul Magnolia, familia Magnoliaceae, descrisă de Renato Pampanini. Conform Catalogue of Life specia Magnolia biondii nu are subspecii cunoscute.